# Goosebumps (телесеріал)
Goosebumps — канадський дитячий телесеріал за мотивами книг-жахів відомого письменника Роберта Лоуренса Стайна з однойменною назвою. У кожній серії, діти зустрічаються з чимось незвичайним, але все-таки їм вдається врятуватися.
1. ↑  Goodreads — 2006.